# Нисиока, Мами
Ма́ми Нисио́ка — японская кёрлингистка.
В составе женской команды Японии участница чемпионата мира 1994 (заняли десятое место) и чемпионата Тихоокеанского региона 1993 (стали чемпионами).

## Достижения
- Тихоокеанско-азиатский чемпионат по кёрлингу: золото: 1993.

## Команды
| Сезон   | Четвёртый    | Третий       | Второй     | Первый            | Запасной Тренер | Турниры            |
| ------- | ------------ | ------------ | ---------- | ----------------- | --------------- | ------------------ |
| 1993—94 | Маюми Сэгути | Хидэми Итаи  | Акэми Нива | Miyuki Nonomura   | Мами Нисиока    | ТАЧ 1993           |
| 1993—94 | Маюми Сэгути | Аяко Исигаки | Акэми Нива | Тиэко Хорисимидзу | Мами Нисиока    | ЧМ 1994 (10 место) |

(скипы выделены полужирным шрифтом)